# 中条信義
中条 信義 （ちゅうじょう のぶのり）は、江戸時代中期から後期にかけての高家旗本。旗本中条家5代当主。
明和4年（1767年）、日向国高鍋藩6代藩主・秋月種美の八男として誕生した。高家旗本・中条信復の養子となる。天明元年（1781年）閏5月15日、10代将軍・徳川家治に御目見する。表高家に列する。
天明7年（1787年）3月1日、高家見習に召し出されて、3月26日、従五位下・侍従・河内守に叙任する。同年4月13日、高家職に就任する。文化5年（1808年）12月25日、高家肝煎に就任し、従四位下に昇進する。文化7年（1810年）11月25日、信復の隠居により家督を相続する。長男・弥一郎の早世により同年12月9日、松平直泰の六男・信徳を養子に迎えた。文化13年（1816年）6月13日、従四位上に昇進する。
文政10年（1827年）3月11日、死去。享年61。